# Dienes Lajos
Dienes Lajos (Bars vármegye, 1816 – Budapest, 1874. április 4.) nevelő, költő, újságíró.

## Élete
Református szülőktől származott, jogot tanult és nevelő volt; a pesti Vakok Intézetében is tanított. 1842-ben utazott Angliában. Az 1848–1849. szabadságharcban részt vett és honvédhadnagy volt; az oroszok elfogták, azután osztrák fogságot szenvedett s 1852-ben amnesztiát nyert; ekkor Pesten könyvnyomtató faktor lett és hírlapíró; utóbbi időben miniszteri hivatalnok és az államkönyvnyomda irodalmi gondnoka volt.

## Munkái

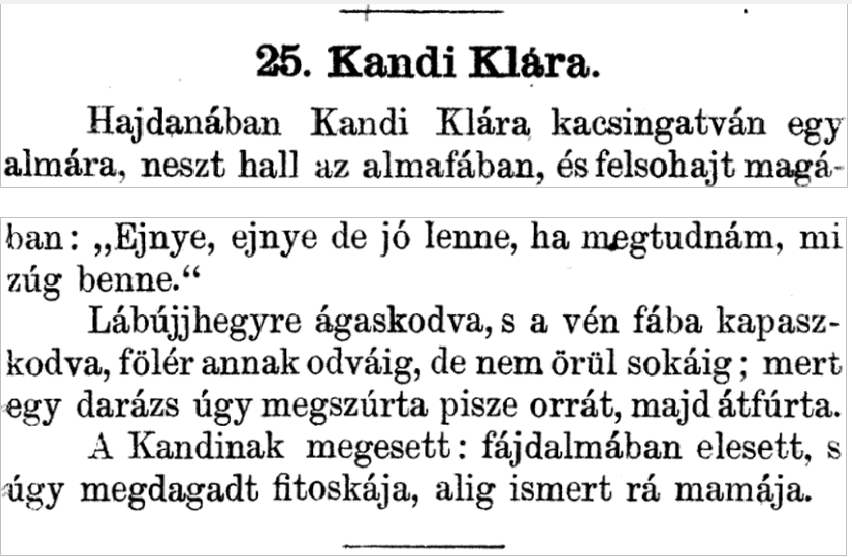
Kandi Klára (in: Népiskolai olvasókönyv. 2. kötet. Bp, 1874. 15-16. old.)

- Eszmebimbók. Kis polgártársainak új évi ajándokúl. Kiadta Brassai Samu. Bpest, 1848. (2. kiadás. Uo. 1849.)
- Köztársasági ima «A magyarok Istenéhez» márcz. 15. Marosvásárhely, 1849. (Költemény.)
- Természetrajz. Tankönyv az alreáltanodák használatára. Zippe F. X. U. után ford. Bécs, 1860. (Jánosi Ferenccel együtt.)
- Napoleon Lajos 1808–1848-ig. Tört. korrajz. Herbert Lucian után németből ford. Pest, 1864–65. Tiz kötet. (Szabó Richárddal együtt.)
- A bűn rabja. Hoffmann Ferencz után ford. Bpest, 1875.
- Hála és megtorlás. Hoffmann F. u. ford. Uo. 1875.
- Samuka. Hoffmann F. u. ford. Uo. 1875.
- Tréfaságok az ifjúság számára Uo. 1878. 14 képpel.
- A kis gazda báránya, Pest, év n. (Jankó János rajzaival. Ism. Volksschullehrerblatt 1872. 13. sz.)
- Jó Lajoska és Rossz Gyuricza napi eseményei. Franczia eredeti után rajzolta Szemlér M., a szöveget irta D. L. Uo. év n. (1888. 2. kiadás.)

1858. jún. Piros vásárfia c. gyermekkölteményeire hirdetett előfizetést.
Szerkesztette a Csatár c. politikai napilapot 1862. jan. 4-től szept. 28-ig, mikor a lap megszűnt, az Üstököst 1863. ápr. 25-től 1865. aug. 15-ig és a Kis Üstököst 1868-ban.

## Írásai
Vegyes cikkeket, verseket, különösen gyermekek számára s humorisztikus apróságokat írt a következő évkönyvekbe s lapokba: Szikszói Enyhlapok (1853.), Divatcsarnok (1853–55.), Magyar Nép Könyve (1854.), Vasárnapi Ujság (1854–61. Pólya József, hg. Eszterházy Pál és Kliegl József életrajza), Nagyvilág Képekben (1855.), Családi Lapok (1855.), Magyar Sajtó (1855. 15. sz. 1857. 231–233., 1858. 27. sz.), Magyar Néplap (1856–57.), Nemz. Szinház nyugdíjint. Naptára (1858.), Az én Albumom (1857. Tomori Anasztáz életrajza) és Napkelet (1862.)

## Álnevei és jegyei
Magyar Miska név alatt Tallérosi Zebulon levelei közül az Üstökösben, melynek huzamosabb ideig segédszerkesztője volt, többet ő írt, Lajos bácsi, a Vasárnapi Ujságban (1854–61.) ss., D-s., D. L., Ds., Ls. és D… s Lajos jegyek alatt is dolgozott.